# Operación Fenix (ferrocarril)
La Operación Fénix fue un programa de rehabilitación posterior a la Segunda Guerra Mundial llevada a cabo por los ferrocarriles victorianos en Australia. El programa comenzó en 1950 y originalmente se planeó que duraría 10 años y costaría £80 millones de libras.La Operación Fénix fue nombrada así por el pájaro de la mitología egipcia .

## Historia
Los ferrocarriles victorianos de las décadas de los 30's y 40's se habían deteriorado, con años de depresión económica, el esfuerzo bélico y la escasez de materiales que dieron como resultado un declive general. En aquel momento se esperaba que un ferrocarril del tamaño de los ferrocarriles victorianos construyera 25 locomotoras, entre 30 y 40 vagones y 500 vagones al año, además de retransmitir 60 millas de vías. Los ferrocarriles victorianos sólo pudieron construir una media de 4 locomotoras y 200 vagones al año.
Cuando estalló la Segunda Guerra Mundial, los ferrocarriles victorianos no tuvieron la oportunidad de reconstruirse, ya que enfocaron todos sus recursos en causa de la guerra, solo pudieron reparar algunas cosas de sus ferrocarriles y hacer mantenimiento. El gobierno había restringido los viajes de pasajeros y luego los había disminuido aún más debido a la escasez de combustible, lo que hizo que los trenes tardaran más y se eliminaran los vagones buffet.A finales de 1948 y a principios de 1949, el negocio de pasajeros del país aumentó un 76 por ciento con respecto a los años de  1938 y 1939, que se consideraron los mejores años anteriores a la guerra, y el tráfico suburbano aumentó un 22 por ciento. El tráfico de mercancías aumentó un 53 por ciento, y se manipularon más mercancías que en cualquier otro año de la guerra.
Después del fin de la guerra, comenzaron los trabajos de reconstrucción a pequeña escala, con la construcción de nuevos vagones de acero con aire acondicionado, así como nuevos vagones cama para The Overland.El aumento del patrocinio se debió a la falta de transporte alternativo, ya que el racionamiento de gasolina en tiempos de guerra todavía estaba vigente. Los pasajeros no estaban impresionados con el servicio prestado y buscaban a quién culpar.En 1949, el ministro de transporte, Kent Hughes, encargó una revisión de los ferrocarriles victorianos, que fue realizada por el director ejecutivo de los ferrocarriles británicos, John Elliot.El informe encontró mucho que admirar en la dirección y el personal, pero criticó las locomotoras, el material rodante y las vías en mal estado y predijo un "colapso final del transporte ferroviario" en diez años si no se hacía nada.

## Obras

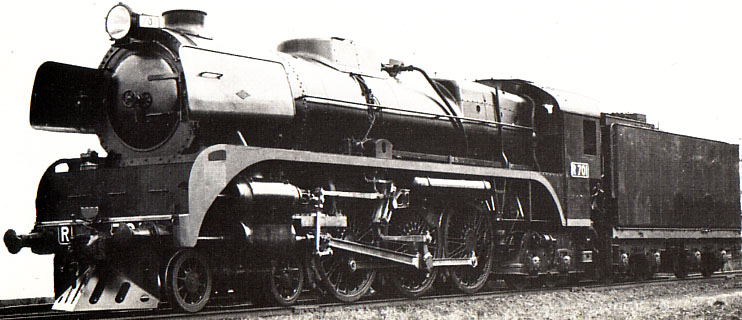
Locomotora de vapor clase R

La Operación Fénix fue creado para abordar estos problemas y requirió 18 meses de planificación antes de que se anunciara al público. El programa costaría £83 millones, de los cuales £40 millones se gastarían en material rodante, incluyendo:
- 350 locomotoras de vapor y diésel
- 30 vagones
- 290 turismos de acero
- 280 vagones de viajeros suburbanos
- 9000 vagones de mercancías
- 300 furgones de mercancías

Las obras de capital absorbieron los otros £43 millones y se planificó que cubrieran:
- Un ferrocarril subterráneo entre una nueva estación de Richmond y el norte de Melbourne a través del norte del CBD de Melbourne (no realizado hasta el City Loop de la década de 1980)
- modernización, reconstrucción, recalificación y duplicación de líneas existentes
- Reemplazo de puentes de madera para permitir trenes más pesados.
- Modernización de depósitos y talleres de locomotoras.
- reconstrucción y gastos Melbourne Yard y cobertizos de bienes asociados

Los proyectos iniciales incluyeron:
- 100 locomotoras de vapor
- 17 locomotoras eléctricas diésel

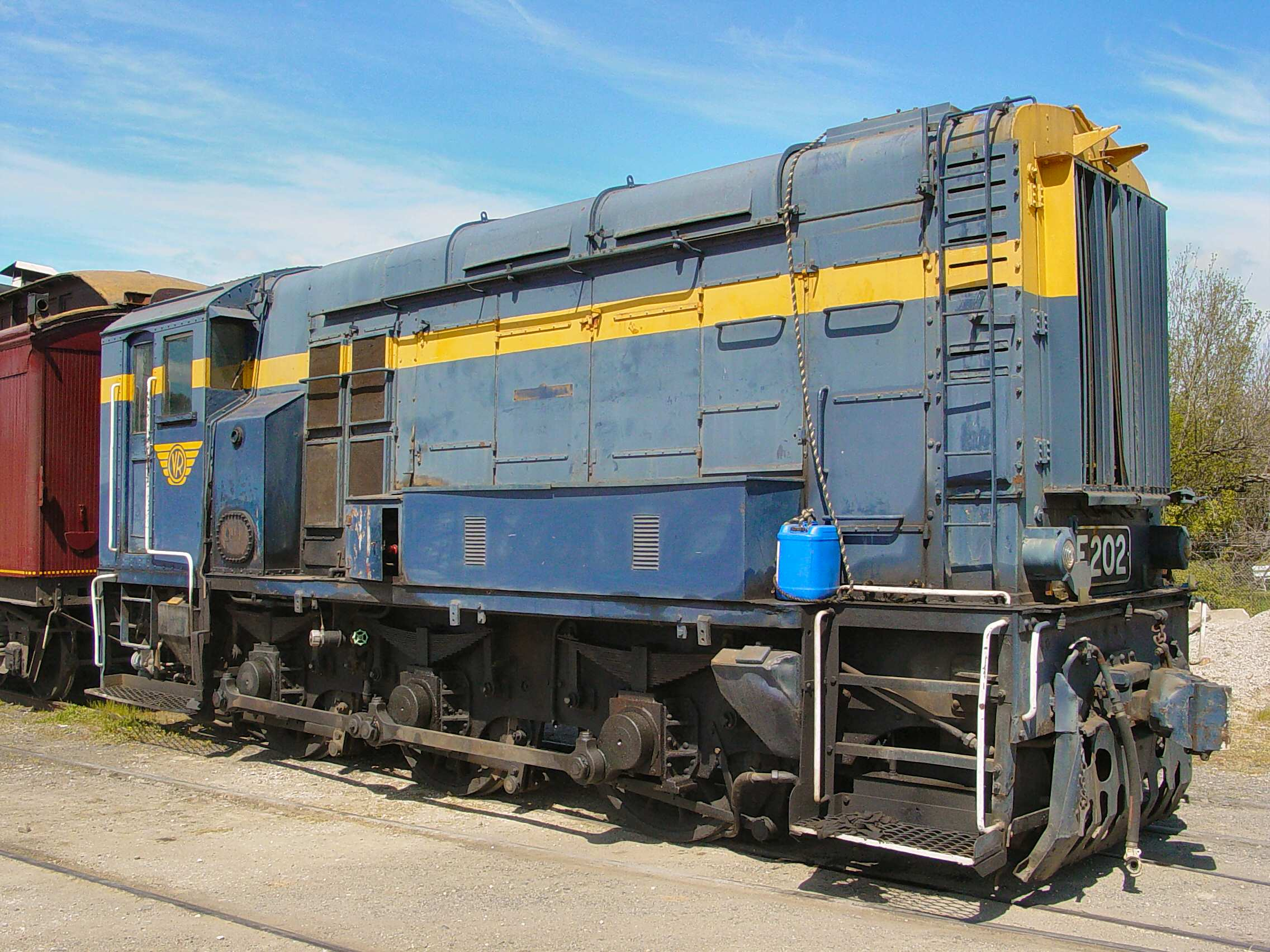
Locomotora de maniobras diésel clase F

- 10 locomotoras de maniobras diésel-eléctricas
- 30 vagones autopropulsados
- 1000 vagones de mercancías
- Electrificación, reclasificación y duplicación de la línea principal de Gippsland desde Dandenong a Traralgon, para hacer frente a la demanda de lignito Morwell y reducir la dependencia del carbón de Nueva Gales del Sur .
- importacion de locomotoras electricas
- Nuevas subestaciones en las líneas de cercanías.

Para garantizar la entrega lo antes posible, la construcción de las locomotoras de vapor, los vagones y la mitad de los vagones se contrató a empresas británicas; 18 de los vagones ya se habían completado en 1950.Los componentes principales de las principales locomotoras eléctricas diésel debían importarse de los Estados Unidos, dependiendo de la asignación de fondos en divisas del gobierno federal.
El resto del nuevo material rodante fue construido por los propios talleres de los ferrocarriles victorianos, incluidas 20 máquinas de vapor de la " clase N ", 14 nuevos vagones de pasajeros con aire acondicionado y 2 nuevos trenes suburbanos.

## Dificultades de financiación
Los ferrocarriles victorianos tenían un déficit de casi 6 millones de libras esterlinas.  El programa de obras para 1952-1953 estaba previsto en 12,5 millones de libras esterlinas y debía cubrir la duplicación de la línea Alamein entre Camberwell y Ashburton, la ampliación de la vía entre Flinders Street y South Yarra, una nueva estación de Richmond, la importación de 1500 precortados casas de Inglaterra para el personal ferroviario y la compra de equipos para el uso de lignito pulverizado en locomotoras de vapor.
Las obras de capital se ralentizaron, con la pérdida de empleo para muchos hombres, y se almacenaron cientos de miles de libras de material. Las obras de electrificación de Gippsland debían completarse en la estación Warragul en 1953, pero debido a los recortes de financiación, el cronograma se revisó hasta 1954. Se cancelaron 500 de las casas precortadas, la contribución victoriana al parque conjunto de vagones para su uso en The Overland se redujo a 6 vagones sentados y se suspendió el trabajo en Newport Workshops para la construcción de locomotoras, vagones y camiones de ganado.
En junio de 1952, la situación del material rodante era:
- Las 50 locomotoras de vapor de la clase N ya en servicio
- 64 de las 70 locomotoras de vapor de la serie R en servicio
- Se encargan 60 locomotoras de vapor clase J
- Se entregan 10 locomotoras diésel de maniobras de la clase F
- 26 motores diésel de línea principal Clase B bajo pedido
- Electricidad clase 25 L bajo pedido
- Los 30 vagones Walker en servicio
- Flota DERM renovada
- 137 vagones de mercancías construidos por los talleres de realidad virtual
- 1825 vagones abiertos construidos por contratistas externos

A finales de ese año estaban en servicio cinco motores diésel de clase B y cinco más de clase R.

## Resultados
En 1953, los nuevos motores diésel de línea principal recorrían 3000 millas (4828,0 km) por semana, cuatro veces más que las mejores locomotoras de vapor.Se redujo una hora a los trenes de pasajeros de larga distancia hacia Adelaide, Bairnsdale, Warrnambool, Mildura y también se aceleró la entrega de otras locomotoras. La electrificación de la línea Gippsland se completó hasta Warragul en 1954 y hasta Traralgon en 1956 con un costo total de £6,3 millones,pero la electrificación no se extendió a los ferrocarriles de otros países como se pretendía originalmente en la Operación Phoenix, como lo hicieron las nuevas locomotoras diésel. Eran más rentables que los eléctricos.Continuó la dieselización de los ferrocarriles victorianos, con las locomotoras ramales clase T entregadas a partir de 1955.